# Catharina Alinder
Maria Catharina Alinder, född 26 oktober 1962 i Sundbyberg, är en svensk programpresentatör, sångare, rollsättare och skådespelare.

## Karriär
Efter ekonomiskt gymnasium och diverse småjobb provfilmade Alinder till TV-serien Öbergs på Lillöga och fick rollen som dottern Eva. Hon var också med i TV-filmen Indiankojan. Båda dessa sändes på våren 1983. Därefter arbetade hon vid Folkan i Stockholm i musikalen Sound of Music och på Scalateatern 1985 som servitris i musikalen Fantomen.
Hon fick en roll i Hasse Alfredsons film Falsk som vatten och en mindre roll i TV-serien Studierektorns sista strid. Genom regissören Pelle Berglund fick hon också göra sketcher i Sveriges Televisions lördagsunderhållning Razzel 1986.
Sedan starten av TV4 1990 har Alinder främst arbetat som programpresentatör där. Hon har också medverkat i Fångarna på fortet våren 1996 och i Daniel Bergmans kortfilm Helljus 1997/1998.
Alinder var tidigare gift med musikern Max Lorentz.

## Filmografi

### Roller
- 1982 – Avgörandet (kortfilm)
- 1983 – Indiankojan (TV-serie)
- 1983 – Öbergs på Lillöga (TV-serie)
- 1985 – Vägen till Gyllenblå (TV-serie)
- 1985 – Falsk som vatten
- 1985 – Till minnet av Mari
- 1986 – Studierektorns sista strid (TV-serie)
- 1986 – White Lady
- 1987 – Jim och piraterna Blom
- 1988 – Stoft och skugga (TV-serie)
- 1988 – Pippi Långstrump – starkast i världen (svensk röst)
- 1989 – Jönssonligan på Mallorca
- 1997 – Chock 5 – Helljus
- 2006 – När mörkret faller

### Rollsättare
- 2006 – Underbara älskade

## Teater

### Roller
| År   | Roll   | Produktion                                              | Regi        | Teater       |
| ---- | ------ | ------------------------------------------------------- | ----------- | ------------ |
| 1982 |        | Sound of Music Richard Rodgers och Oscar Hammerstein II | Stig Olin   | Folkan       |
| 1985 | Lolita | Fantomen Urban Wrethagen och Peter Emanuel Falck        | Karin Falck | Scalateatern |

### Fotnoter
1. 1 2  ”Catharina Alinder”. Svensk Filmdatabas. http://www.sfi.se/sv/svensk-filmdatabas/Item/?type=PERSON&itemid=165673&iv=OVERVIEW. Läst 19 september 2012.
2. ↑  Dagens Nyheter 16 september 1982 sid.55 och 24 februari 1985 sid.21
3. ↑  Snobbrepris i nya Razzel av Rolf Fällström i Svenska Dagbladet 15 januari 1986 sid.22, här skrivs hon som Kicki Alinder
4. ↑  Le Parisien: Max TV
5. ↑  ”Teaterannons”. Dagens Nyheter:  s. 55. 16 september 1982. http://arkivet.dn.se/arkivet/tidning/1982-09-16/251/55. Läst 20 augusti 2015.
6. ↑  Marcus Boldemann (24 februari 1985). ”Musikalen 'Fantomen' på Scala: Publikfriande stökig”. Dagens Nyheter:  s. 21. http://arkivet.dn.se/arkivet/tidning/1985-02-24/54/21. Läst 30 augusti 2015.